# ألفرد جون إليس
ألفرد جون إليس هو مصرفي كندي، (ولد في مونتريال في كندا 1915 – 2020 م).